# Eburodacrys sexmaculata
Eburodacrys sexmaculata är en skalbaggsart som först beskrevs av Olivier 1790.  Eburodacrys sexmaculata ingår i släktet Eburodacrys och familjen långhorningar.
Artens utbredningsområde är:
- Guyana.
- Surinam.
- Venezuela.

Inga underarter finns listade i Catalogue of Life.